# NAPQI
NAPQI é um acrônimo para o químico N-acetil-p-benzo-quinona imina. É um sub-produto tóxico produzido durante o metabolismo do paracetamol (também chamado de acetominofeno). É normalmente produzido apenas em pequenas quantidades e quase que imediatamente neutralizado pelo fígado. Há ocasiões (tais como nas overdoses) nas quais o NAPQI não é totalmente neutralizado e causa sérios danos ao fígado, resultando na morte ocasionada pela insuficiência hepática fulminante alguns dias após a overdose que pode ser causada pelo excesso do acetaminofeno.

## Informação geral
Os nomes 'acetominofeno' e 'paracetamol' são ambos corretos.  'Acetominofeno' é mais empregado nos Estados Unidos da América, enquanto que 'paracetamol' (DCI) é utilizado nos noutros países, mas ambos descrevem o mesmo composto químico.  Ele pode também ser abreviado por APAP, especialmente na profissão médica.  Há também numeros nomes comerciais associados com a droga, alguns mais comuns como o Tylenol® e o Panadol®.  Neste artigo, 'paracetamol' será utilizado para descrever o composto.
O Paracetamol tem sido vendido como um analgésico não-aspirina sem a necessidade de receita médica a partir da a metade da década de 1950.  É normalmente indicado para crianças, uma vez que ele não está associado à Síndrome de Reye, como acontece com a aspirina.